# Prodidomus venkateswarai
Prodidomus venkateswarai är en spindelart som beskrevs av Cooke 1972. Prodidomus venkateswarai ingår i släktet Prodidomus och familjen Prodidomidae. Inga underarter finns listade i Catalogue of Life.